# Anomocora fecunda
Anomocora fecunda är en korallart som först beskrevs av Pourtalès 1871.  Anomocora fecunda ingår i släktet Anomocora och familjen Caryophylliidae. Inga underarter finns listade i Catalogue of Life.